# Langer Heinrich (Magdeburg)

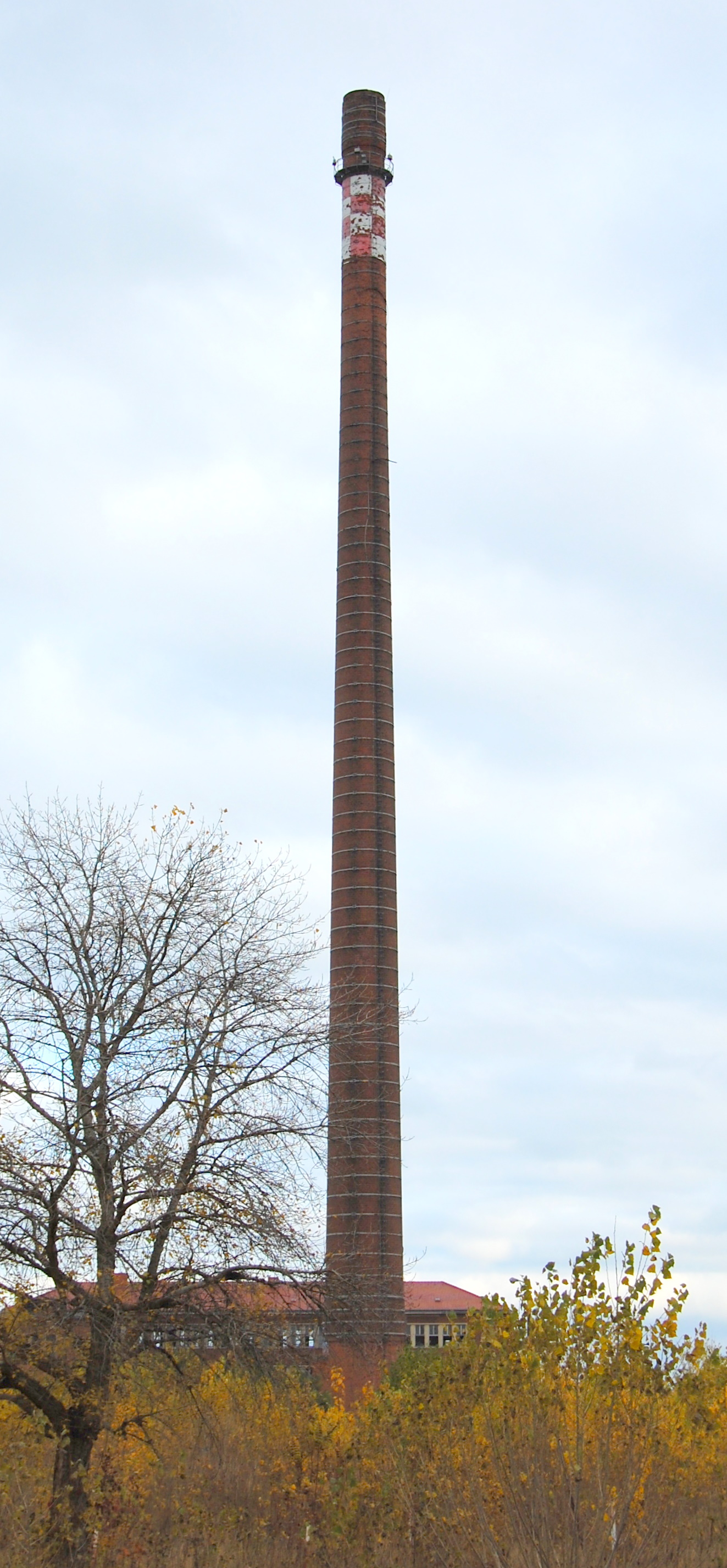
Der Lange Heinrich am Tag vor seiner Sprengung

Der Lange Heinrich war ein unter Denkmalschutz stehender Schornstein im Stadtteil Leipziger Straße in Magdeburg.

## Geschichte
Der Schornstein war in den Jahren 1921/22 auf dem Gelände des Friedrich Krupp AG Grusonwerkes, dem späteren SKET, als größter der dortigen Schornsteine errichtet worden. Mit 108 Metern war er für seine Bauzeit ungewöhnlich hoch und überragte sogar die Türme des Magdeburger Doms. Er gehörte als weit wahrnehmbare Landmarke seit seiner Errichtung zu den Wahrzeichen der Stadt. Er diente als Abzug für die Abgase des Kesselhauses des Werkes, mit welchem elektrischer Strom für das Grusonwerk erzeugt wurde. Gebaut wurde der Schornstein aus rotem Backstein von der Magdeburger Firma Rudolf Hanack. Der Innendurchmesser des Langen Heinrichs betrug an seiner Spitze 2,8 Meter.
Bis zu 300 t Braunkohle wurden dort täglich verbrannt, ehe die Feuerung bis 1973 schrittweise auf Erdgas aus dem Raum Salzwedel umgestellt war.
Der durch die aggressiven Rauchgase und die Witterung beschädigte Schornsteinkopf musste in den 1970er Jahren teilweise abgetragen werden, wodurch der Schlot ab dann noch etwa 102,5 m hoch war.
In seiner Funktion war er bis Anfang der 1990er Jahre in Benutzung. Mit der Einstellung der Industrieproduktion in dem Areal verlor er seine ursprüngliche Aufgabe. Viele der ihn umgebenden Industriebauten wurden abgerissen. Auch für den Langen Heinrich wurden Abrissanträge gestellt, welche jedoch, er war zwischenzeitlich als Denkmal für die Industriegeschichte Magdeburgs unter Denkmalschutz gestellt, wiederholt abgewiesen worden. Allerdings ergab sich kein Nutzungskonzept. Der bauliche Zustand des nicht mehr genutzten Schornsteins verschlechterte sich. Die erheblichen Kosten für eine Sanierung und Bewahrung wurden als unwirtschaftlich eingeschätzt, ohne Sanierung vergrößerten sich jedoch die Sicherheitsprobleme. Der Eigentümer des Geländes und des Langen Heinrichs, die Mitteldeutsche Sanierungs- und Entsorgungsgesellschaft, sah darüber hinaus Probleme, das Industriegebiet mit dem nicht benötigten Schornstein zu vermarkten. Im Juli 2009 teilte das Landesverwaltungsamt Sachsen-Anhalt als Obere Denkmalschutzbehörde mit, dass einem Abrissantrag nunmehr stattgegeben werde.
Da durch den Abriss vieler Werkhallen reichlich Platz um den Langen Heinrich herum war, konnte dieser mit einer einfachen Fallsprengung (Heraussprengen eines Keils nur aus dem Schornsteinfuß, der Schornstein kippt dann mit seiner gesamten Länge, wie ein gefällter Baum, in die vorgesehene Richtung) zerstört werden. Hierzu wurden 50 Löcher in den quadratischen Sockel des Langen Heinrichs gebohrt und mit 15 kg „Supergel 30“ gefüllt. Die Sprengung erfolgte am 28. Oktober 2009 gegen 12.00 Uhr bei großem Zuschauerinteresse. Die Esse fiel, wie vorgesehen, nach Norden, in Richtung der ehemaligen Schmiede, um.
In vielen Leserbriefen an die regionale Presse wurde der Verlust des Wahrzeichens, das als Symbol für Magdeburgs Schwerindustrietradition galt, beklagt. Eine Straße zwischen Dodendorfer und Freier Straße, die über das ehemalige Werksgelände am ehemaligen Standort des Schornsteins vorbeiführt, trägt nun zur Erinnerung an das gesprengte Industriedenkmal dessen Namen.